# Rasquera (kommunhuvudort)
Rasquera är en kommunhuvudort i Spanien.   Den ligger i provinsen Província de Tarragona och regionen Katalonien, i den östra delen av landet, 400 km öster om huvudstaden Madrid. Rasquera ligger 176 meter över havet och antalet invånare är 868.
Terrängen runt Rasquera är huvudsakligen kuperad, men åt sydost är den platt. Runt Rasquera är det glesbefolkat, med 19 invånare per kvadratkilometer. Närmaste större samhälle är Gandesa, 14,6 km väster om Rasquera. 